# Szreniawa (stacja kolejowa)
Szreniawa – stacja kolejowa we wsi Szreniawa, w woj. wielkopolskim, w Polsce.

## Ruch pasażerski
| Rok  | Wymiana pasażerska na dobę |
| ---- | -------------------------- |
| 2017 | 50-99                      |
| 2022 | 100-149                    |

Na dworcu swój koniec ma  szlak turystyczny Stęszew - Szreniawa.